# British Leyland
British Leyland Motor Corporation, BLMC, British Leyland, var en brittisk motorfordonstillverkare. British Leyland bildades genom sammanslagningen av British Motor Holdings och Leyland Motor Corporation 1968 och hade sitt huvudkontor i London. Koncernen när den var som störst var ägare till ca 95 procent av brittisk fordonsindustri. 1975 förstatligades bolaget och fick namnet British Leyland Limited som sedermera byttes 1978 till BL PLC.

## Historia

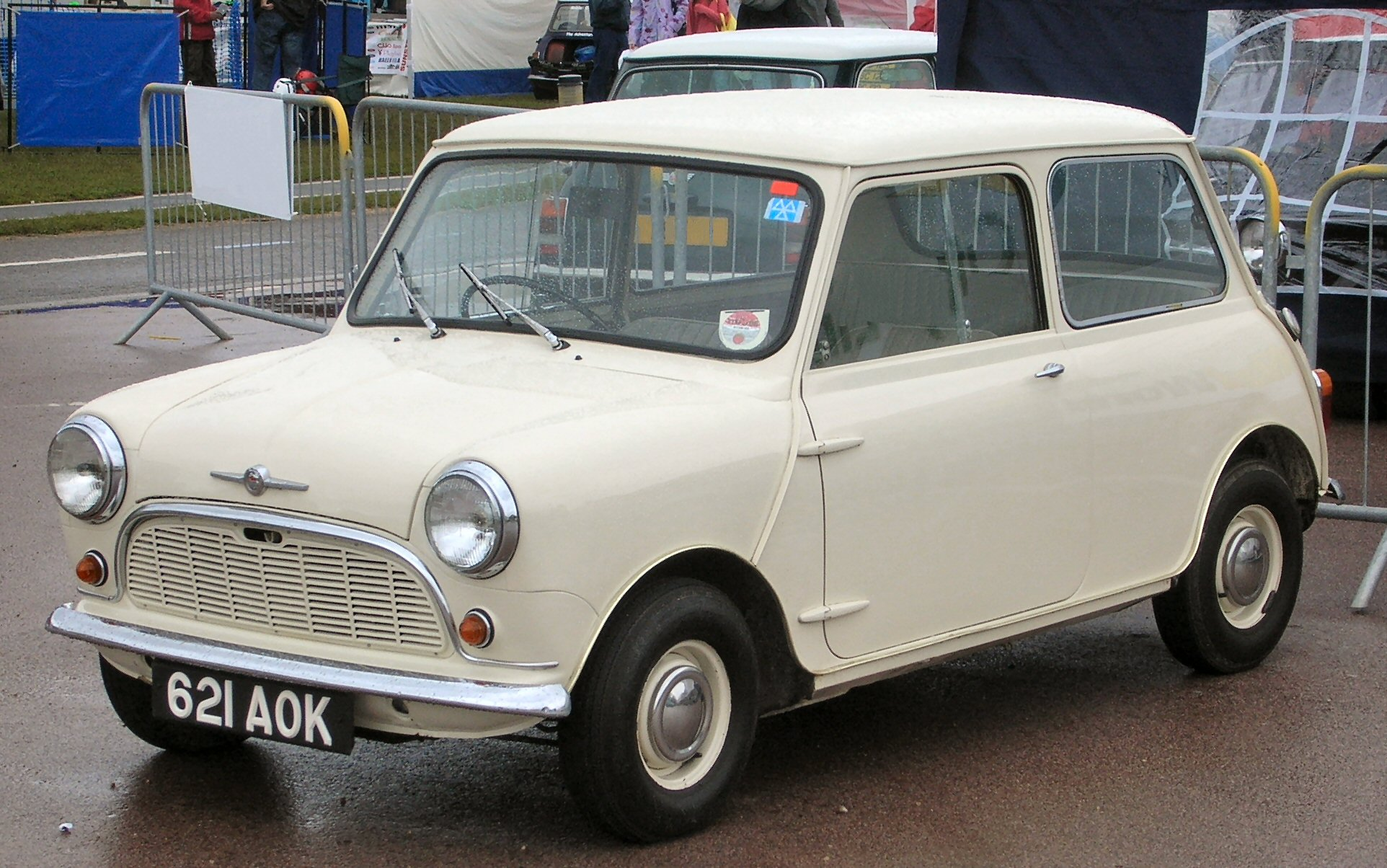
Morris Mini-Minor var i sina olika varianter en storsäljare under 1960-talet.

Bolaget bildades 1968 genom sammanslagning av British Motor Holdings Ltd (BMH) och Leyland Motor Corporation Ltd och var tänkt att sammanföra den krisdrabbade brittiska bilindustrin för att få ordning på den. Leyland under ledningen av Donald Stokes hade under 1960-talet blivit framgångsrik lastbils- och busstillverkare och stärkt av framgångar köpt Standard-Triumph och Rover. BMH var i sin tur en sammanslagning av British Motor Corporation (BMC) och Jaguar som genomförts 1966. BMC hade grundats 1952 då Morris Motor Company och Austin Motor Company gick samman.
Den brittiska regeringen under premiärministern Harold Wilson menade att storleken var avgörande för den brittiska fordonsindustrins överlevnad. Regeringen initierade därför en sammanslagning av de två koncernerna och bjöd in till träff mellan Leylands Donald Stokes och BMH:s George Harriman. Leyland tog över det betydligt större BMH: De tidigare BMC som utgjorde lejonparten av BMH hade kapacitet att bygga en miljon bilar per år medan Leyland tillverkade 166 000 fordon under ett år. Donald Stokes blev chef för British Leyland och besatte alla höga chefsposter med Leyland-chefer, bland dem George Turnbull och John Barber. Turnbull ansvarade för Austin Morris inom British Leyland och ledde arbetet med att ta fram Morris Marina och Austin Allegro. Huvudkontoret förlades till Leyland House i Marylebone i centrala London. British Leyland blev en koncern med ett stort antal traditionsrika brittiska bilmärken och fabriker.
1972 köpte British Leyland Innocenti i Milano och Geoffrey Robinson utsågs till chef för Innocenti. Under 1960-talet hade Innocenti börjat licenstillverka BMC-modeller, däribland Mini som tillverkades 1965–1975. Innocenti licenstillverkade även Austin Allegro under namnet Innocenti Regent och lanserade en Bertone-ritad italiensk variant på Mini. Men företaget var olönsamt och British Leylands ekonomiska kris gjorde att bolaget i december 1975 sålde Innocenti till Alejandro de Tomaso.

### Strejker lamslår koncernen
Problem visade sig när många av de höga cheferna som tillsattes saknade erfarenhet från fordonsindustrin och det faktum att BMH (BMC) hade sämre ekonomi än väntat, föråldrade modeller samt arbetsmarknadskonflikter mellan företaget och facken. 1969 väcktes de första frågorna kring problem med låg produktivitet och konflikter mellan företagsledning och fack när strejker startade. Bland annat utbröt en strejk 1970 som helt lamslog Triumphs tillverkning och en tredjedel av den brittiska bilindustrins anställda gick i strejk. 1969 hade bolaget förlorat 5 miljoner arbetstimmar och 1970 10 miljoner arbetstimmar på grund av strejker. Strejkerna gjorde även att British Leyland inte förmådde producera bilar vid fabrikerna i Longbridge och Cowley när efterfrågan ökade 1972 och istället minskade koncernens marknadsandel dramatiskt: Bolagets marknadsandel gick från 40 procent 1968 till 30 procent 1975.
Under 1970-talet hopade sig problemen för British Leyland: strejker och konflikter, dålig kvalité på bilarna, koncernens bilar konkurrerade med varandra och svaga och ineffektiva fabriksledningar. Longbridge var på 1960-talet världens största bilfabrik med 250 000 anställda. Men fabrikerna var omoderna och led av överkapacitet. I slutet av 1974 tvingades British Leyland att stänga sin fabrik i Australien där Leyland P76 tillverkats.

### Staten går in i British Leyland

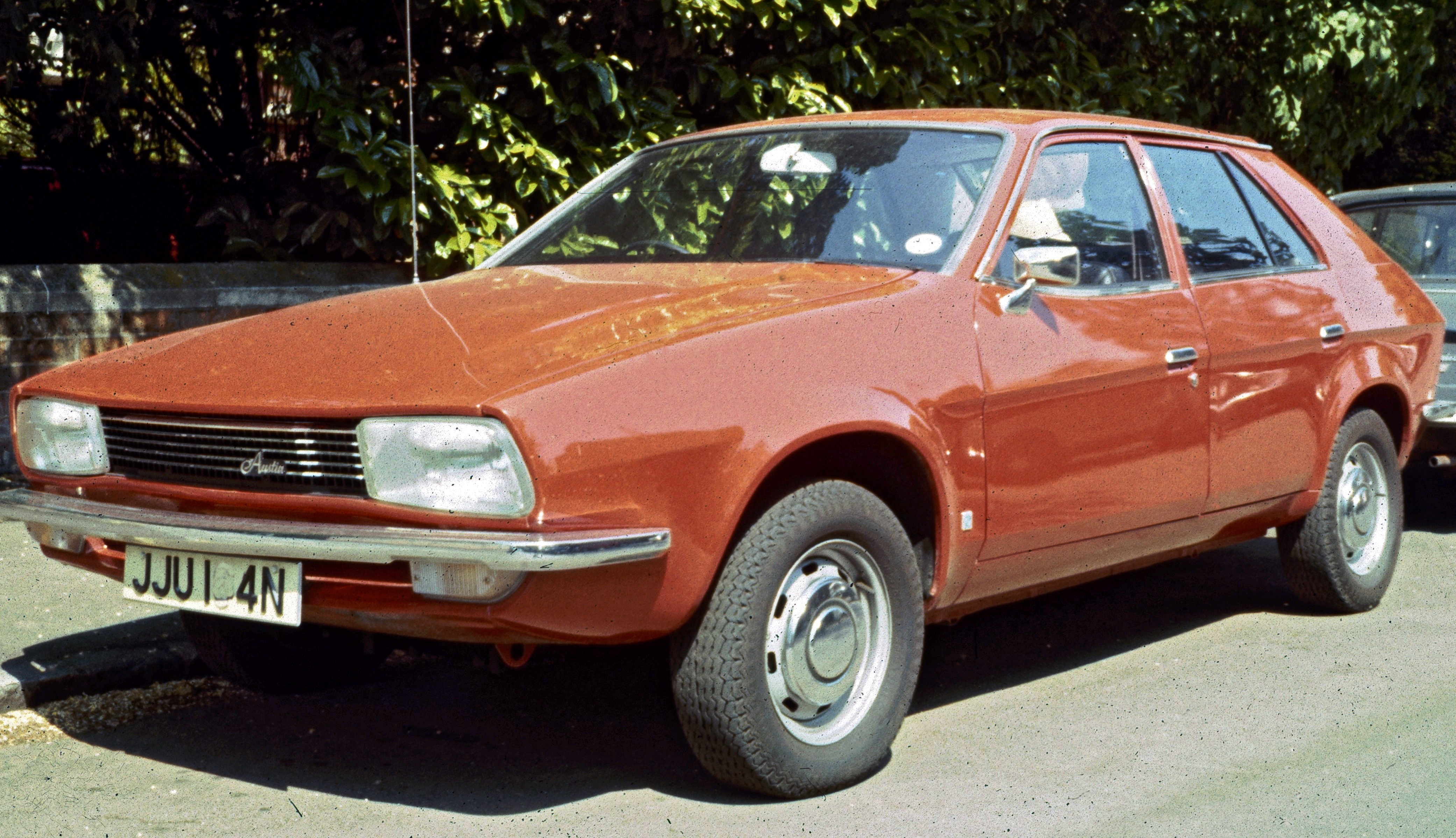
Princess.

6 december 1974 tog industriministern Tony Benn upp British Leylands problem i House of Commons. 1975 gick brittiska staten in som ägare i British Leyland sedan man hamnat i en ekonomisk kris. Bakgrunden var Ryderutredningen (The Ryder Report) som presenterades för regeringen i april 1975. Utredningen som leddes av Sir Don Ryder rekommenderade bland annat modernisering av fabrikerna, en helomfattande modellstrategi, få bort arbetsmarknadskonflikterna samt byggandet av ett nytt test- och utvecklingscentrum. Labour-regeringen beslutade att ta över bolaget och skapade British Leyland Limited (BL) med staten som majoritetsägare. Bolaget styrdes genom statens näringslivstyrelse National Enterprise Board (NEB). Don Ryder utsågs till ordförande och kunde då se till att hans slutsatser i utredningen också skulle omsättas. Statens ägande i British Leyland ökade med åren men var aldrig 100 procent. Den nya strukturen innebar en koncern med fyra divisioner: 
- Leyland Cars
- Leyland Truck and Bus
- Leyland Special Products
- Leyland International

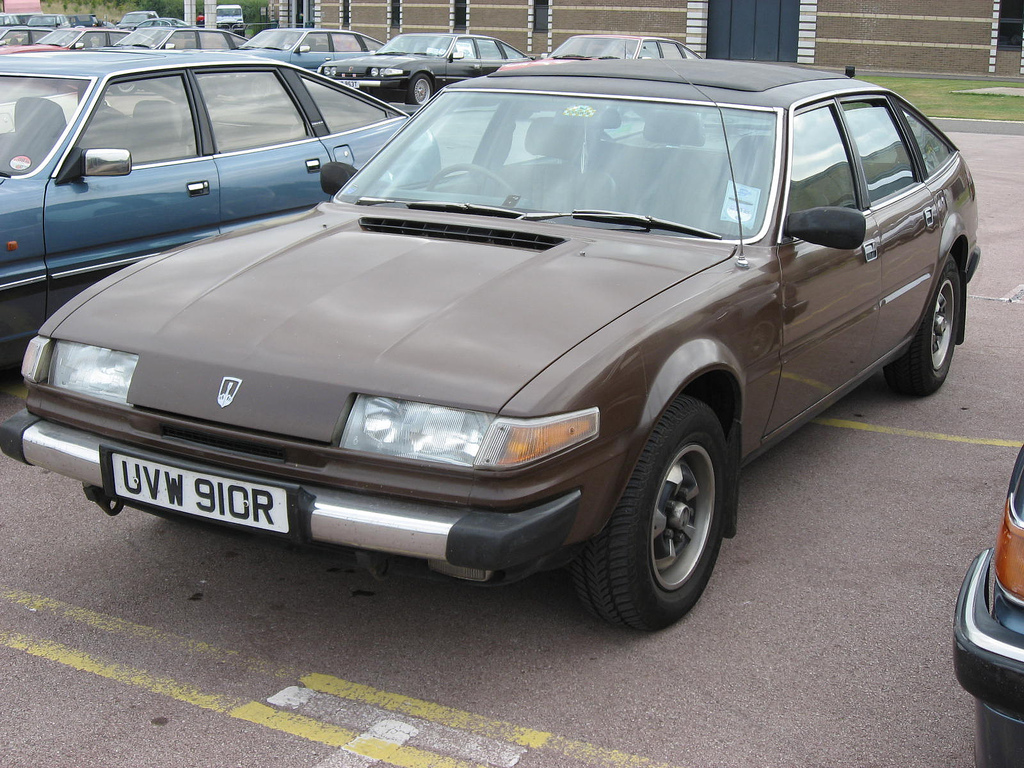
Rover SD1

Rover SD1 som presenterades 1976 var en rationalisering då den ersatte både Rover P6 och Triumph 2000. Den utsågs även till Årets bil i Europa 1977. Under 1976 drabbades koncernen av en våg av strejker och allvarliga produktionsstopp skedde vid fabrikerna i Llanelli, Canley, Solihull, Drews Lane, Browns Lane, Longbridge och Cowley. En produktion på 60 000 bilar försvann som en följd av strejkerna som var de största sedan 1930-talet. Bland annat gick verktygsmakarna ut i strejk under fyra månader vilket drabbade lanseringen av den nya SD1 då kunder som ville köpa bilen fick beskedet att tillverkningen låg nere. Strejkerna försenade även lanseringarna av modellerna TR7 och Princess. 1977 gick Ford om British Leyland i försäljningsstatistiken. Ford tillverkade förvisso färre bilar i Storbritannien men kunde importera från bland annat västtyska Ford. British Leylands marknadsandel sjönk till 20 procent på den brittiska hemmamarknaden och exporten utomlands i det närmaste kollapsade. På den svenska marknaden gick importen med storförlust och till slut var Jaguar det enda av koncernens märken som såldes i Sverige.

### Omdaning under Edwardes
1977 utsågs Michael Edwardes till ny chef. Edwardes skulle rädda det krisande bolaget och genomförde ett omfattande reformeringsprogram. Leslie Murphy värvade Michael Edwardes som ny VD sedan han suttit med i NEB sedan 1975. Edwardes övergav Ryderutredningens riktlinjer och strävade efter ett mindre och effektivare Leyland som gick med vinst. 1977 rådde en akut pengabrist inom bolaget som räddades genom tillskott av bankerna som hade intressen i bolaget. Protester följde genom strejker vid fabrikerna i Longbridge, Cowley, Solihull, Canley och Speke. Konflikten vid Spekefabriken ledde till att den stängdes ned helt istället för att stegvis minska sin produktion. British Leyland hade en överkapacitet med ett stort antal fabriker som var överflödiga då produktionen minskat. 1980 lades MG-fabriken i Abingdon ned och senare även Canley och Solihull. Solihull som startat 1948 för tillverkning av Land Rover hade öppnat så sent som 1975 för tillverkning av Rover SD1 och Triumph TR7. Solihulls tillverkning av Land Rover fortsatte däremot. Longbridgefabriken, en gång i tiden Austins huvudfabrik, kom efterhand som andra fabriker lades ned att bli koncernens huvudfabrik tillsammans med Cowley där Morris startat sin verksamhet. British Leyland var starkt centraliserat vilket Edwardes såg som ett stort problem. Han ville att beslut skulle fattas på plats i produktionen och inte centralt i London långt från huvudfabrikerna i Midlands.
1978 bildades BL Commercial Vehicles (BLCV) som ny nyttofordonsdivision med tillverkning av lastbilar, bussar, traktorer, militärfordon (Alvis) och gaffeltruckar (Coventry Climax). 1980 lanserades Austin Metro som blev en av Storbritanniens mest populära bilar under 1980-talet. 1979 inleddes också ett samarbete med Honda. Samarbetet ledde fram till en ersättare till Triumph Dolomite – Triumph Acclaim som presenterades 1981. Senare kom flera Rover-modeller att baseras på Hondamodeller. 1980 fördes även samtal med Fords Europachef Bob Lutz om ett eventuellt övertagande från Fords sida av British Leyland. Leyland Cars blev i sin tur uppdelat i Austin Morris och Jaguar Rover Triumph (JRT) 1980. Inom JRT hade inte minst Jaguar en självständig roll men även de övriga bolagen var i stor utsträckning självständiga och JRT fungerade som ett holdingbolag. JRT existerande fram till 1982. Jaguar Rover Triumph blev senare Rover-Triumph och Jaguar blev en egen del. MG ingick i Austin Morris medan Land Rover och Range Rover bildade Land Rover Group 1981–1987.

### Upplösningen av British Leyland

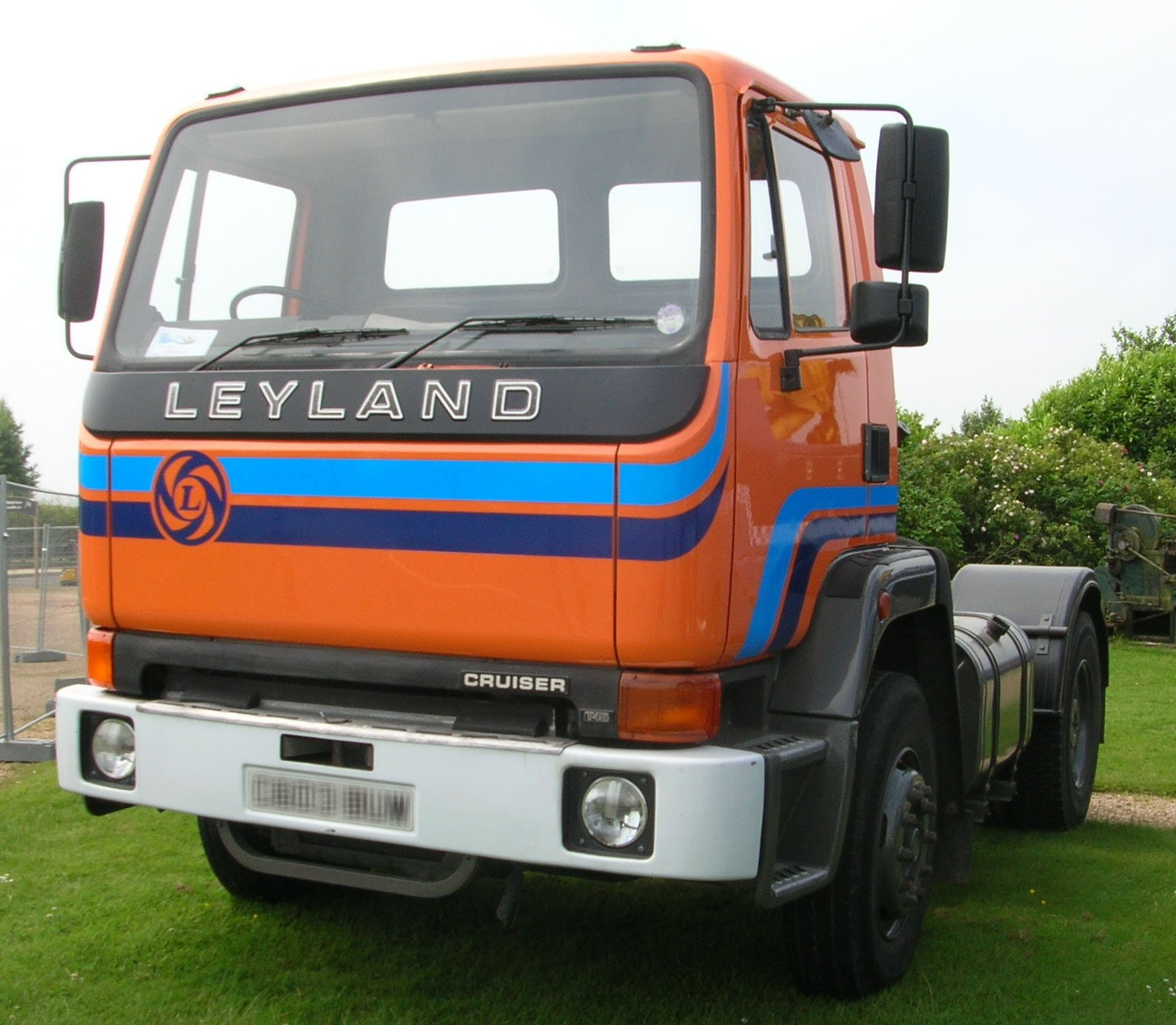
Leyland T45

1982 avgick Michael Edwardes och ersattes av Sir Austin Bide. Bildandet av Austin Rover och Jaguar under John Egan markerade förändringen inom British Leyland med decentralisering och självstyrande enheter. Namnet British Leyland upphörde delvis 1982 och istället kallades koncernens ena personbilsdel Austin-Rover Group. 1984 återprivatiserades Jaguar som eget bolag och köptes 1990 av Ford Motor Company. British Leyland fick namnet Rover Group 1986. 1986 blev Graham Day ny chef med Thatcher-regeringens uppdrag att privatisera verksamheten. Day var också den som döpte om verksamheten till Rover Group och namnet British Leyland försvann men fanns fortsatt kvar som lastbilsmärket Leyland.
- Rover Group
  - Austin-Rover
  - Land Rover
  - Freight Rover
  - Leyland Trucks
  - Gaydon Technology (idag Jaguar Land Rover Gaydon Centre)

Den brittiska regeringen under Margaret Thatcher försökte sälja personbilsdelen Austin Rover till Ford och lastbils- och busstillverkningen till General Motors i mitten av 80-talet. Båda försäljningarna såg ut att bli av men blåstes av i sista stund. Nederländska DAF köpte Leylands lastbilsdivision 1987 och fick därmed en ny hemmamarknad och en stor produktionskapacitet för sitt nya modellprogram. AB Volvo köpte Leylands busstillverkning.

### Återprivatisering
Regeringen uttryckte 1988 sin vilja att återprivatisera Rover Group. 1988 sålde staten koncernen till British Aerospace som mottog 250 miljoner pund i bidrag av den brittiska staten för att överta Rover och åtog sig att inte sälja bolaget de kommande fem åren. När de fem åren passerat såldes Rover vidare till BMW.
BMW köpte Rover 1994 och utvecklade bland annat den nya modellen Rover 75. Men satsningen blev ett misslyckade och kostade BMW stora ekonomiska resurser. Rover beräknas ha gått med 2 miljoner pund per dag i förlust under perioden 1994–2000. BMW sålde år 2000 av märket för SUV- och terrängfordon, Land Rover, till Ford. Rover och MG såldes i sin tur samma år till Phoenix Venture Holdings och bildade MG Rover Group som gick i konkurs 2005. Shanghai Automotive Industry Corporation (SAIC) köpte rättigheterna till att tillverka bilarna under namnet Roewe på den kinesiska marknaden. BMW behöll Mini och fabriken i Cowley där nya modeller under namnet Mini fortsatt tillverkas. Jaguar och Land Rover köptes av Tata Motors och bildar tillsammans det gemensamma bolaget Jaguar Land Rover.

### Ashok Leyland
Namnet Leyland och logotypen används fortfarande i Indien för fordonstillverkaren Ashok Leyland. Ashok Leyland ingår i Hinduja Group och tillverkar lastbilar, bussar, militärfordon och motorer. Ashok inledde att samarbete med Leyland Motors som 1954 gick som delägare varpå bolaget fick namnet Ashok Leyland. British Leyland lämnade bolaget 1975 men fortsatte att samarbeta med Ashok Leyland fram till 1980-talet.

## Fordonsmärken
Fordonsmärkena som ingick i British Leyland Motor Corporation.
- 1895 Wolseley
- 1896 Lanchester
- 1896 Leyland
- 1896 Daimler
- 1898 Riley
- 1903 Standard Motors
- 1904 Rover
- 1905 Austin
- 1912 Morris Motor Company
- 1913 Vanden Plas
- 1919 Alvis
- 1923 MG
- 1923 Triumph
- 1924 BSA
- 1935 Jaguar
- 1947 Land Rover
- 1952 Austin-Healey
- 1959 Mini
- 1975 Princess

## Bilmodeller
Följande bilmodeller konstruerades och byggdes av British Leyland Motor Corporation:
- 1969 Austin Maxi
- 1970 Range Rover
- 1970 Triumph Stag
- 1971 Morris Marina
- 1972 Triumph Dolomite
- 1973 Austin Allegro
- 1973 Leyland P76
- 1975 Leyland Princess
- 1975 Triumph TR7
- 1976 Rover SD1
- 1980 Austin Metro
- 1980 Morris Ital
- 1980 Triumph TR8
- 1981 Triumph Acclaim

### Fotnoter
1. 1 2 3  The BMC MG Rover Story: Part Three – British Leyland, turbulent times
2. ↑  Mini overseas: Innocenti 90/120
3. ↑  Marques: Innocenti
4. ↑  Dunnett, s. 142ff
5. 1 2  History: The Ryder Report Arkiverad 13 mars 2014 hämtat från the Wayback Machine.
6. ↑  The politics of building cars, Brian Wheeler, BBC, 7 april 2005
7. 1 2 3  The BMC MG Rover Story: Part Four – The Ryder Years, Ship sinking fast
8. ↑  Ryderutredningen på National Archives webbplats
9. 1 2 3  Secret documents revealed: The future of BL
10. ↑  Klassiker, nr 3/2015
11. 1 2  The BMC MG Rover Story: Part Five: Michael Edwardes arrives
12. 1 2 3 4  Edwardes 1983
13. ↑  ”Arkiverade kopian”. Arkiverad från originalet den 15 april 2017. https://web.archive.org/web/20170415011235/http://www.autonewseurope.com/assets/pdf/ane-congress/Solihull-Site-information.pdf. Läst 14 april 2017.
14. ↑  Dunnett, s. 159
15. 1 2  The BMC MG Rover Story: Part Six – The 1980s – a decade of lost opportunities
16. ↑  Austin Rover Group
17. ↑  With Rover, BMW Got More and Less Than It Asked For, New York Times, 20 oktober 1999
18. ↑  Hothi, s. 89
19. ↑  Takeovers and Mergers - one that went badly wrong (BMW and Rover) Arkiverad 20 april 2015 hämtat från the Wayback Machine.
20. ↑  Roewe cashes in on MG Rover's British heritage, Malcolm Moore, The Telegraph, 25 augusti 2010